# Hong Sung-sik
Hong Sung-sik (kor. 홍성식; ur. 13 listopada 1967) – były południowokoreański bokser, kategorii lekkiej. 
W 1992 roku podczas letnich igrzysk olimpijskich w Barcelonie zdobył brązowy medal w kategorii lekkiej. W 1/16 finału pokonał na punkty 9-3 przyszłego mistrza świata organizacji WBO Artura Grigoriana. Został pokonany 11-10 przez Óscara De La Hoyę w walce półfinałowej.
Hong Zakończył karierę po zdobyciu złotego medalu na Igrzyskach Wschodniej Azji w 1993 roku. Obecnie jest nauczycielem wychowania fizycznego w gimnazjum w Gochang, Jeollabuk-do.